# TopWare Interactive
TopWare Interactive est une société allemande d'édition de jeux vidéo fondée en 1996 et basée à Karlsruhe.

## Histoire
TopWare Interactive est créé en 1996 comme label d'édition au sein de TopWare CD Service AG, entreprise basée à Mannheim, en Allemagne, et qui possédait deux studios de développement de jeux vidéo, ToonTRAXX et TopWare Programy. Ce dernier sera renommé Reatlity Pump - Game Development Studios, à la suite de la banqueroute de TopWare CD Service en 2001 et au rachat de toutes ses activités par Zuxxez Entertainment. En 2015, TopWare fait à nouveau face à de gros problèmes financiers, ferme le studio Reality Pump puis fait à nouveau faillite en 2016.

## Jeux publiés
(liste non exhaustive)
- 1996 : Realms of Arkania: Shadows over Riva
- 1997 : Jack Orlando
- 1997 : Earth 2140
- 1998 : Chevaliers et Camelots
- 1999 : Gorky 17
- 1999 : Jagged Alliance 2
- 2000 : Earth 2150
- 2001 : Earth 2150: The Moon Project
- 2001 : World War III: Black Gold
- 2002 : Earth 2150: Lost Souls
- 2002 : Enclave
- 2002 : World War II: Panzer Claws
- 2003 : KnightShift (Polanie II)
- 2004 : Jagged Alliance 2
- 2005 : Earth 2160
- 2006 : Dream Pinball 3D
- 2007 : Two Worlds
- 2009 : X-Blades
- 2010 : Two Worlds II
- 2011 : Battle vs. Chess
- 2012 : Iron Sky
- 2014 : Scivelation
- 2015 : Raven's Cry